# Макроистория
Макроисто́рия (англ. Macrohistory) — теоретические построения, используемые для максимально широкого охвата исторической реальности, отражающие концептуальное осмысление в рамках наибольших пространственно-временных «длительностей», включая стартовую и финальную фазу истории, а также фиксацию основных метаисторических тенденций и закономерностей. Пространственные характеристики макроисторического анализа измеряются границами взаимодействия государств, культурных общностей и цивилизационных комплексов с вмещающей исторической реальностью.